# Psychotria leleanoides
Psychotria leleanoides är en måreväxtart som beskrevs av Seymour Hans Sohmer. Psychotria leleanoides ingår i släktet Psychotria och familjen måreväxter. Inga underarter finns listade i Catalogue of Life.